# Cosimo Daddi
Cosimo Daddi (... – Volterra, 1630) è stato un pittore italiano.

## Biografia
Le principali notizie che possediamo sulla vita e le opere di Cosimo Daddi sono tramandate dal Baldinucci. L'artista è nato probabilmente a Firenze, ma non possediamo documenti che ne attestino la data esatta. La prima notizia che conosciamo su Cosimo Daddi è la sua presenza nel 1575 a Volterra per la decorazione delle spalliere delle sedie del Consiglio con le armi del Comune di Volterra. In questa data si colloca anche la realizzazione della Madonna con Bambino fra San Bartolomeo e Giovanni Battista per la chiesa di San Bartolomeo a Sasso Pisano. Secondo Baldinucci il pittore arrivò a Volterra a seguito del vescovo Guido Serguidi, nominato nel 1574 in quella diocesi.

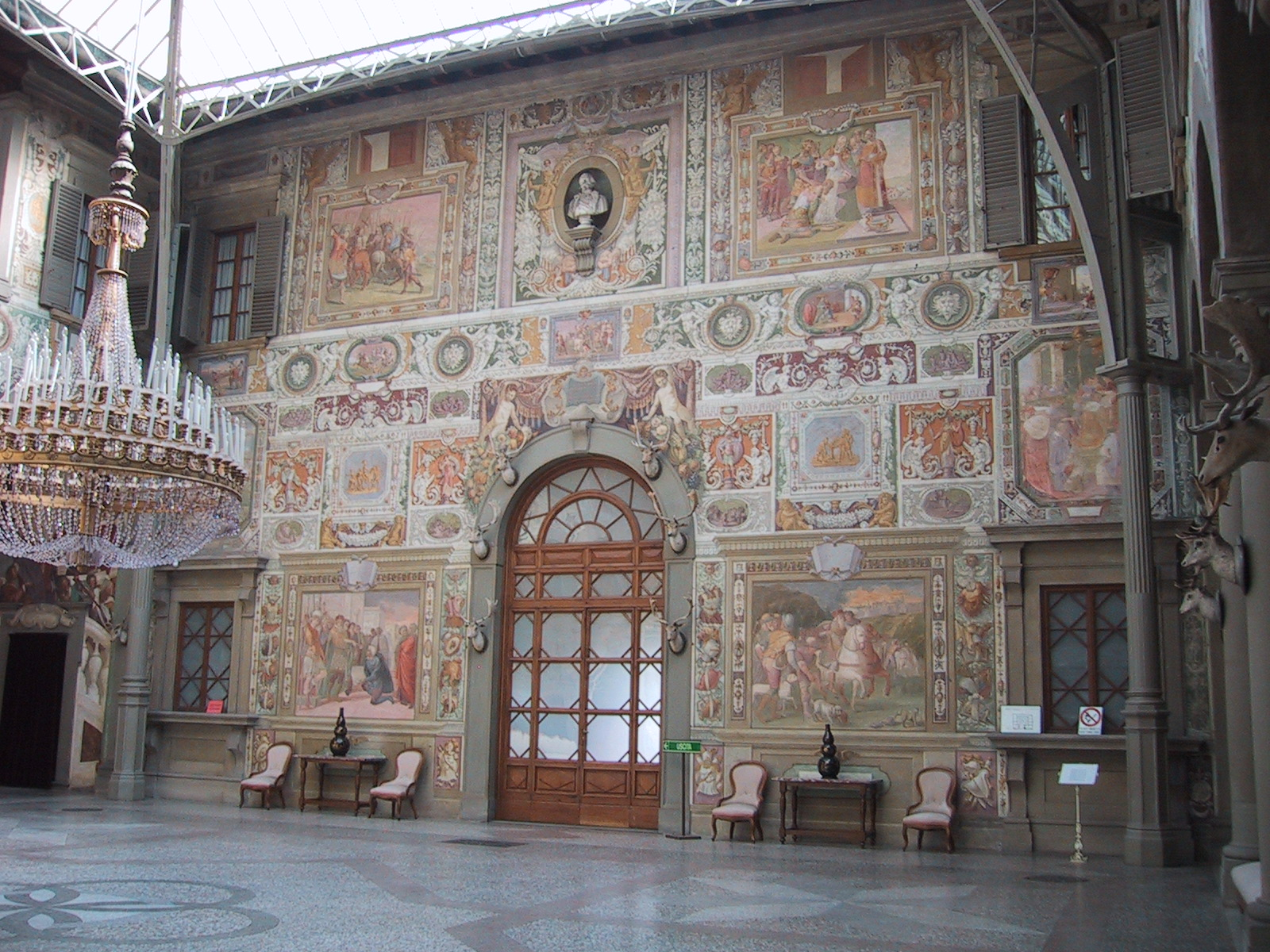
C. Daddi, Storie di Goffredo di Buglione, Villa Medicea La Petraia, 1590.

Nel 1589 è di nuovo a Firenze per realizzare gli apparati per l'ingresso di Cristina di Lorena a Firenze in occasione delle sue nozze con Ferdinando I de' Medici, oggi andate perdute. La Granduchessa commissionò a Daddi, nel 1590, la decorazione del cortile interno della Villa Medicea della Petraia con le Storie di Goffredo di Buglione alla presa di Gerusalemme. Contemporaneamente l'artista lavorò, nella medesima villa, anche alla decorazione della volta della cappella del piano nobile con la Gloria dello Spirito Santo insieme al Poccetti. 
A questo periodo fiorentino vanno attribuiti anche la Madonna del Rosario della chiesa di San Martino a Bagnolo (Impruneta) e il Crocifisso fra la Madonna e S. Giovanni e in basso San Pietro e San Andrea della chiesa di San Andrea a Morgiano (1595), con la firma dell'artista.

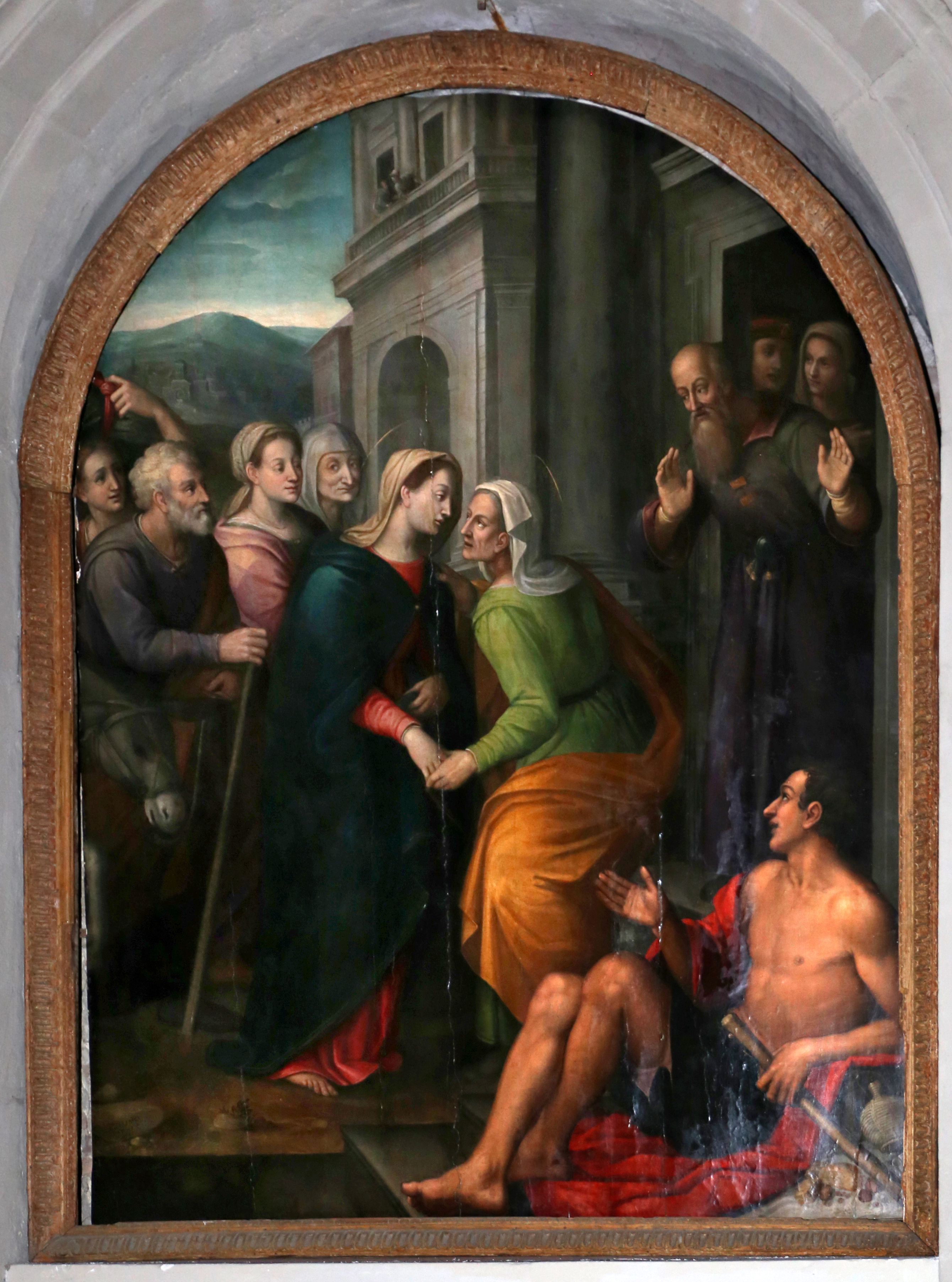
C. Daddi, Visitazione di Sant'Elisabetta, Chiesa di San Lino, Volterra, 1597

Nel 1596 Cosimo Daddi rientrò a Volterra dove rimase fino alla morte. Conserviamo di questo periodo artistico due tavole con Sant'Attinia e Santa Greciniana nella chiesa di Sant'Alessandro (1597), parte di un altare più grandioso andato perduto. Realizza, inoltre, due opere con medesimo soggetto, la Visitazione di San Elisabetta, per le chiese di San Giusto e Clemente e di San Lino. In quest'ultima lascia anche delle lunette dipinte con Storie della vita di Cristo (nella Disputa al tempio è presente anche un suo autoritratto con firma e data 1618), Presentazione della Vergine e Matrimonio mistico di Santa Caterina.
Nell'Oratorio di Sant'Antonio Abate alla Ripa troviamo due tele del Daddi raffiguranti un'Annunciazione, firmata e datata 1599, e un Andata al calvario.
Cosimo Daddi è stato criticato da Baldinucci come un artista con uno stile al di sotto delle capacità artistiche dei suoi contemporanei. Nonostante ciò egli fu il primo maestro di Baldassarre Franceschini noto come Il Volterrano. Nella sua carriera artistica Cosimo Daddi fu incaricato di realizzare non solo tele e affreschi, ma anche stendardi per compagnie, ritratti, drappelloni e festoni. Questo ci testimonia un carattere poliedrico in grado di adattarsi a tipologie molto diverse di committenza. 
Egli morì a Volterra nel 1630 probabilmente di peste.

## Note

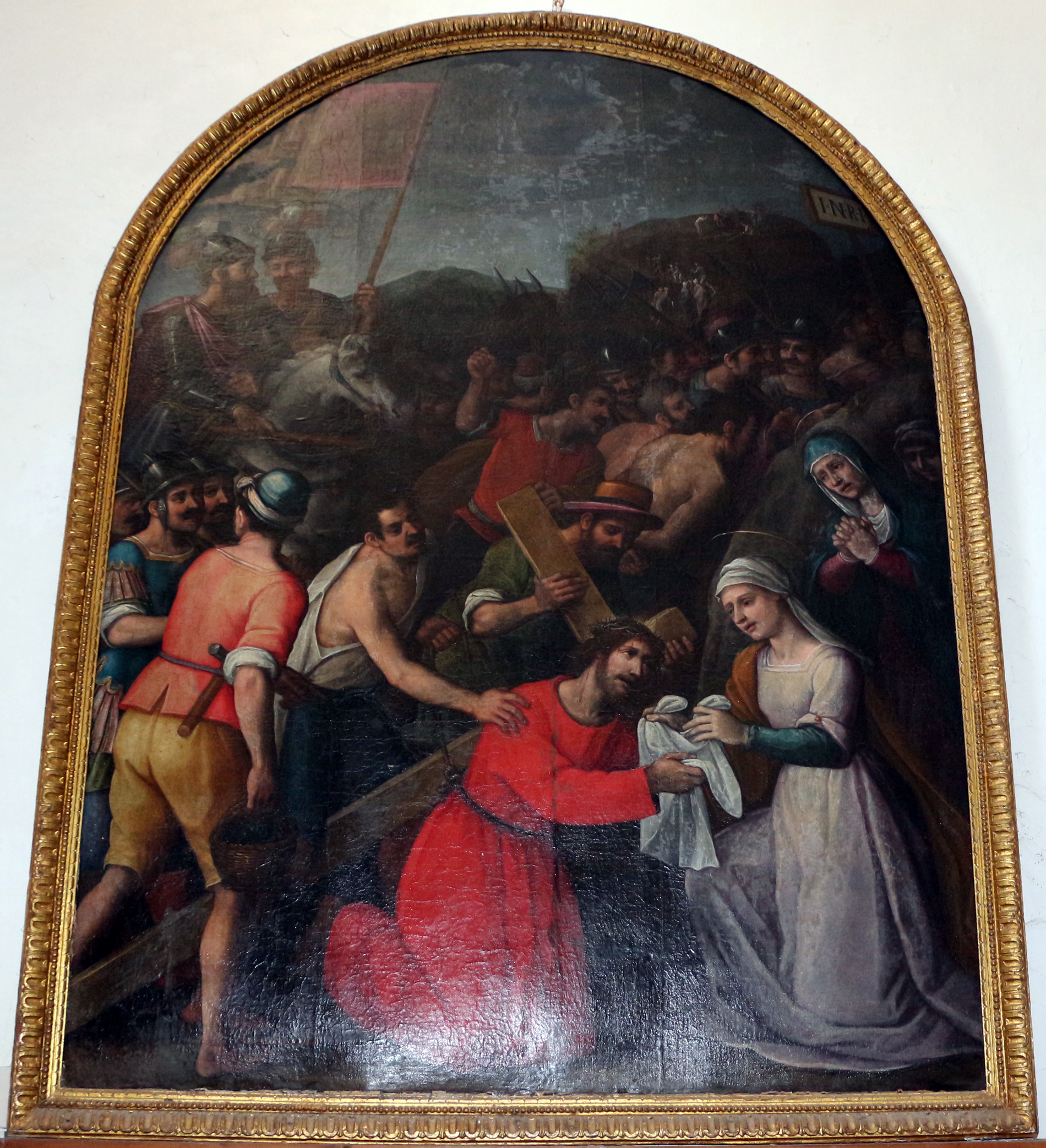
C. Daddi, Andata al Calvario con la Veronica, Oratorio di Sant'Antonio Abate alla Ripa, Volterra, 1610 c.